# Суперкубок Бахрейну з футболу 2007
Суперкубок Бахрейну з футболу 2007  — 2-й розіграш турніру. Матч відбувся 31 жовтня 2007 року між віце-чемпіоном Бахрейну клубом Аль-Ріффа та володарем кубка Короля Бахрейну клубом Аль-Наджма.
| Володар Суперкубка Бахрейну 2007 |
| -------------------------------- |
|                                  |
| Аль-Наджма Перший титул          |

## Матч

### Деталі
| 31 жовтня 2007 |

| Аль-Ріффа                    | 2:3 дч | Аль-Наджма                       |
| ---------------------------- | ------ | -------------------------------- |
| Родріго Дантас 28' Самер 66' |        | 1' 45' Аль-Рамахі 104' Абу-Дахум |

|  |